# سیکلوآستراجنول
سیکلوآستراجنول (به انگلیسی: Cycloastragenol) با فرمول شیمیایی C30H50O5 یک ترکیب شیمیایی با شناسه پاب‌کم 44144539 است. که جرم مولی آن ۴۹۰٫۷۲ گرم بر مول می‌باشد. 